# DEFB110
DEFB110 (англ. Defensin beta 110) – білок, який кодується однойменним геном, розташованим у людей на 6-й хромосомі. Довжина поліпептидного ланцюга білка становить 67 амінокислот, а молекулярна маса — 8 001.
| 10         |  | 20         |  | 30         |  | 40         |  | 50         |
| ---------- |  | ---------- |  | ---------- |  | ---------- |  | ---------- |
| MKIQLFFFIL |  | HFWVTILPAK |  | KKYPEYGSLD |  | LRRECRIGNG |  | QCKNQCHENE |
| IRIAYCIRPG |  | THCCLQQ    |  |            |  |            |  |            |

A: Аланін

C: Цистеїн

D: Аспарагінова кислота

E: Глутамінова кислота

F: Фенілаланін

G: Гліцин

H: Гістидин

I: Ізолейцин

K: Лізин

L: Лейцин

M: Метіонін

N: Аспарагін

P: Пролін

Q: Глутамін

R: Аргінін

S: Серин

T: Треонін

V: Валін

W: Триптофан

Кодований геном білок за функціями належить до антибіотиків, антимікробних білків. 
Задіяний у такому біологічному процесі, як альтернативний сплайсинг. 
Секретований назовні.